# The Young OG Project
The Young OG Project – szósty studyjny album amerykańskiego rapera Fabolousa, którego premiera odbyła się 25 grudnia 2014 roku. Wydawnictwo ukazało się nakładem wytwórni Desert Storm i Def Jam.
Album zadebiutował na 12. miejscu amerykańskiej listy notowań Billboard 200 ze sprzedażą 71 000 egzemplarzy. W drugim tygodniu sprzedaży, płyta spadła na 20. pozycję, sprzedając się w ilości 25 000 sztuk.

## Lista utworów
| Nr  | Tytuł utworu          | Producent                    | Goście          | Długość |
| --- | --------------------- | ---------------------------- | --------------- | ------- |
| 1.  | „Lituation”           | Mally The Martian            |                 | 3:42    |
| 2.  | „We Good”             | Phonix Beats                 | Rich Homie Quan | 4:17    |
| 3.  | „All Good”            | The Superiors, Detrakz       |                 | 3:45    |
| 4.  | „You Made Me”         | Chase N. Cashe               | Tish Hyman      | 4:10    |
| 5.  | „She Wildin'”         | The Superiors, Chris Justice | Chris Brown     | 3:49    |
| 6.  | „Ball Drop”           | O.Z, The Mekanics            | French Montana  | 5:24    |
| 7.  | „Bish Bounce”         | Vinylz, Boi-1da              |                 | 3:59    |
| 8.  | „Rap & Sex”           | C-Sick                       |                 | 4:30    |
| 9.  | „Gone for the Winter” | DJ Relly Rell, Vinylz        | Velous          | 6:17    |
| 10. | „Cinnamon Apple”      | Phonix Beats                 | Kevin Hart      | 3:14    |
| 11. | „Young OG II”         | Mark Henry Beats             | Abir Haronni    | 6:04    |
|     |                       |                              |                 | 49:11   |